# Těškovice (Onšov)
Těškovice (německy Tieschkowitz) je malá vesnice, část obce Onšov v okrese Pelhřimov. Nachází se asi 1,5 km na sever od Onšova. V roce 2009 zde bylo evidováno 18 adres. V roce 2001 zde trvale žilo 30 obyvatel.
Těškovice leží v katastrálním území Těškovice u Onšova o rozloze 2,11 km2.

## Další fotografie

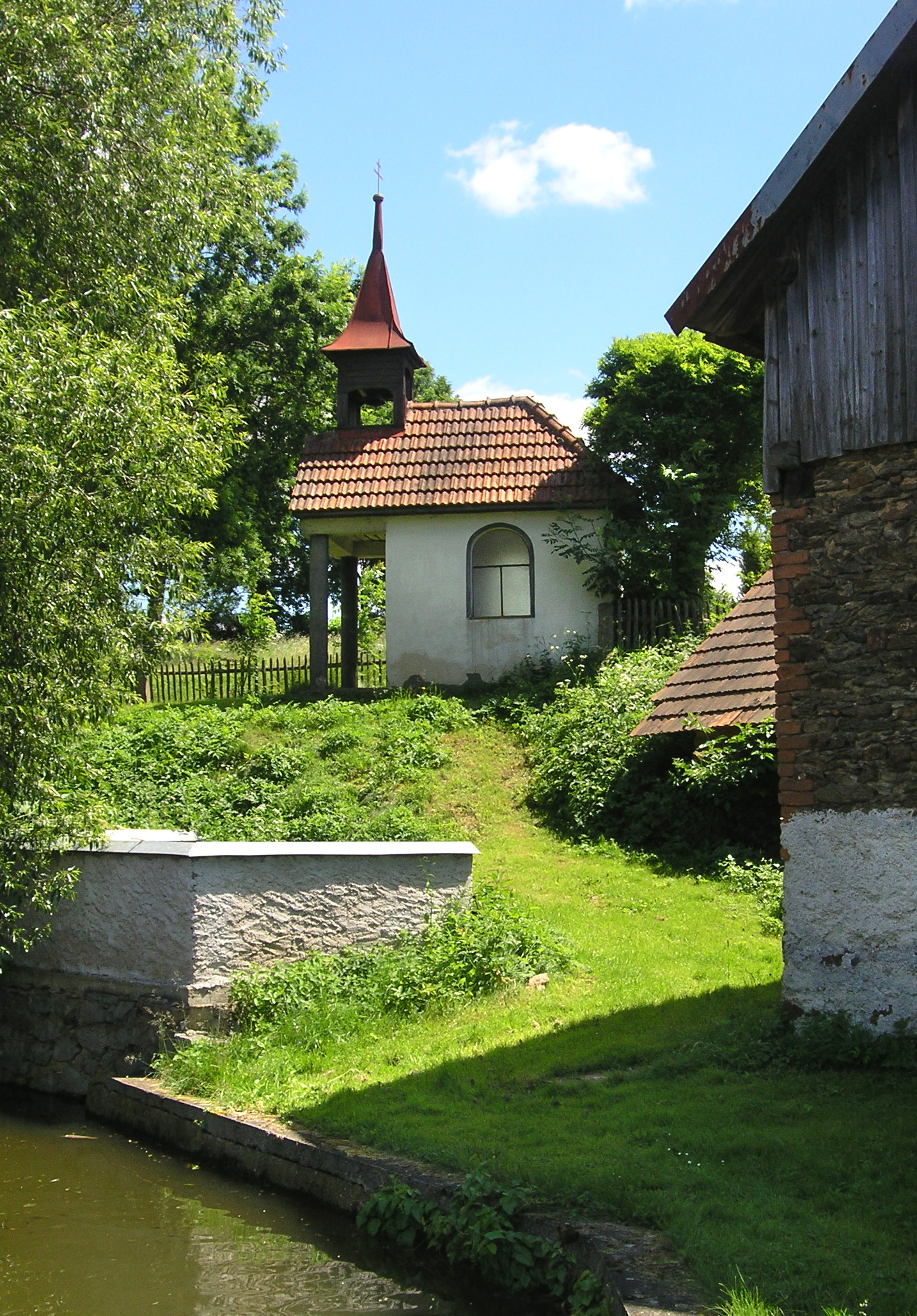
kaple u rybníka
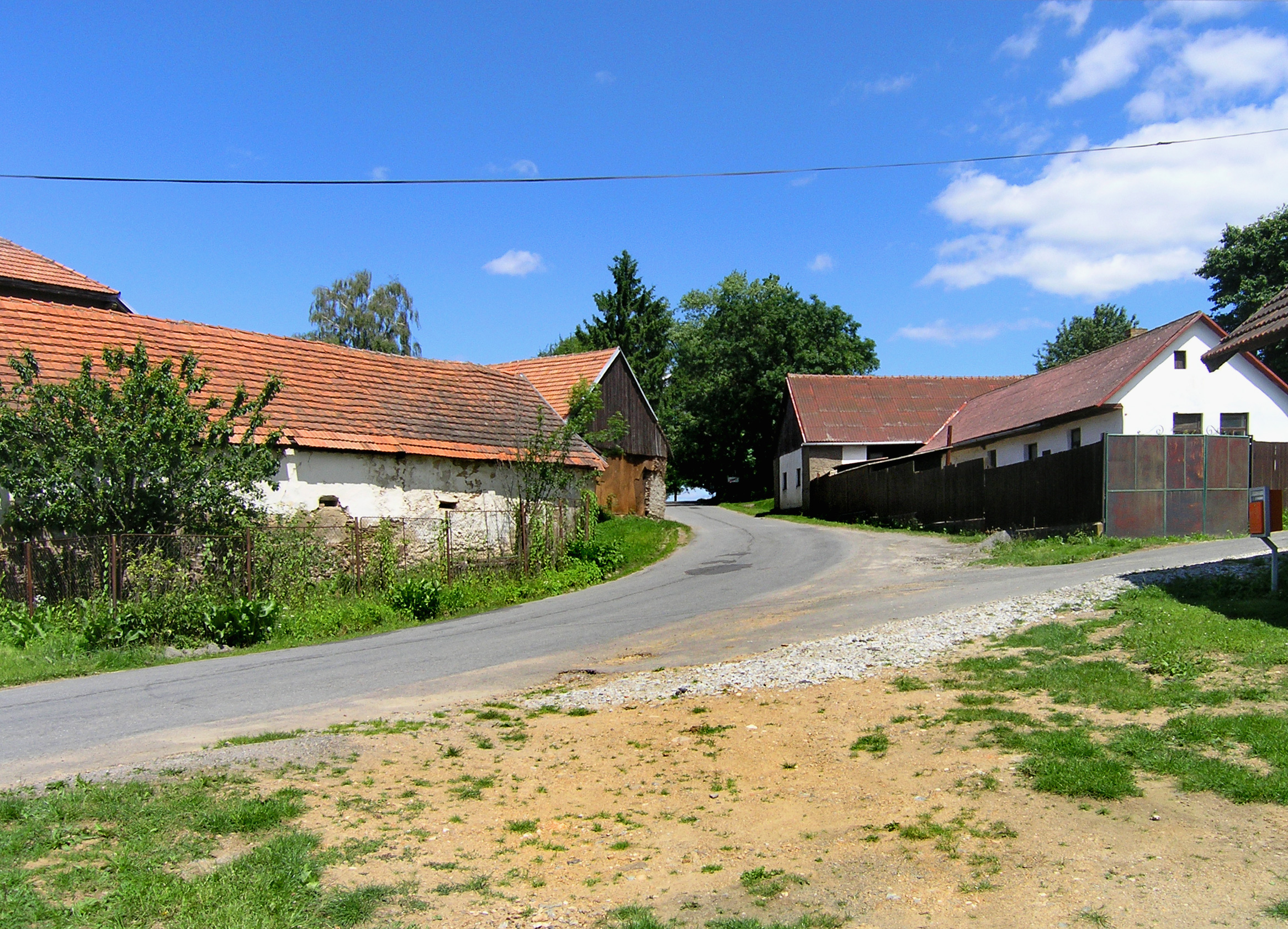
cesta na sever